# Albert Trumpetter

Albert Trumpetter

Albert Trumpetter (* 23. November 1906 in Hagen; † 3. Januar 1964 ebenda) war ein deutscher Politiker (NSDAP).

## Leben und Wirken
Nach dem Besuch der Volksschule und des Gymnasiums (bis zur Sekundareife) erlernte Trumpetter das Bäckerhandwerk im Geschäft seiner Eltern in Hagen. 1928 trat er in die NSDAP ein (Mitgliedsnummer 98.568), in der er ab 1930 als Ortsgruppenleiter in Hagen wirkte. Zur selben Zeit trat er auch erstmals als Gauredner seiner Partei in Westfalen Süd öffentlich in Erscheinung.
Im März 1933, wenige Wochen nach der nationalsozialistischen „Machtergreifung“, wurde Trumpetter zum Stadtverordneten in Hagen ernannt. Von November 1933 bis zum März 1936 gehörte Trumpetter außerdem dem nationalsozialistischen Reichstag als Vertreter für den Wahlkreis 18 an. Hinzu kamen weitere Parteiämter als Kreisschulungsleiter der NSDAP in seiner Heimat und als Kreiswalter der NGB im Kreise Hagen.